# Jaggery
Jaggery (translitterato anche come jaggeree) è una forma tradizionale di zucchero non raffinato consumato in Asia, Africa, America Latina e nei Caraibi (in queste ultime aree prodotti simili sono chiamati panela).
Viene ricavato dal succo concentrato dei fiori della arenga pinnata (palma da zucchero), una varietà dalla fibra nera nativa dell'Asia.
Normalmente è prodotto dalla canna da zucchero o dalla palma da dattero anche se talvolta il termine viene tradotto in italiano con sagù, il quale rappresenta un amido estratto dal midollo di altre specie di palma (ma i due prodotti sono molto simili).